# Xã Limestone, Quận Franklin, Arkansas
Xã Limestone (tiếng Anh: Limestone Township) là một xã thuộc quận Franklin, tiểu bang Arkansas, Hoa Kỳ. Năm 2010, dân số của xã này là 18 người.